# Take Me to Your Heaven
„Take Me to Your Heaven“ (на български: Отведи ме в твоя рай) е песен, която е победител на Евровизия 1999 в Йерусалим, Израел, със 163 точки, изпълнена на английски език (възползвайки се от новите правила за премахване на изискването за изпълнение на национален език) от Шарлот Нилсон, представляваща Швеция. Шарлот Нилсон първи печели шведската национална селекция „Мелодифестивален“ през 1999 г., като там тя пее версията на шведски език – „Tusen och en natt“ (Хиляда и една нощ).
Песента е международно издадена като сингъл на 21 юни 1999 г. В класациите за сингли, песента достига номер 2 в Швеция, номер 5 в Белгия, номер 10 в Норвегия, номер 20 във Великобритания и номер 23 в Нидерландия.
Песента е наследена през 2000 г., като победител в песенния конкурс от „Олсън Брадърс“, представляващи Дания с песента „Fly on the Wings of Love“ („Летя на крилете на любовта“).